# South Pacific Tennis Classic 1980
Il South Pacific Tennis Classic 1980 è stato un torneo di tennis giocato sull'erba. Il torneo si è giocato a Brisbane in Australia dal 6 al 12 ottobre 1980.

## Campioni

### Singolare
John McEnroe ha battuto in finale  Phil Dent con il punteggio di 6–3 6–4

### Doppio
John McEnroe /  Matt Mitchell hanno battuto in finale  Phil Dent /  Rod Frawley 8–6